# Arneócia
Arneócia (em latim: Arhnoeotia), Arnoiotne (em armênio: Առնոյոտն; romaniz.: Aṙnoyotn; lit. "sopé de Arnos") ou Arnavotne (Առնաւոտն, Aṙnawotn), segundo a Geografia de Ananias de Siracena (século VII), foi um gavar (cantão) da província da Vaspuracânia, no Reino da Armênia. Compreendia uma área de 275 quilômetros quadrados nos sopés leste dos montes Arnos. Pode ter feito parte do principado de Restúnia da família Restúnio. No século X, Tomás Arzerúnio atestou que o distrito ainda existia como um dos domínios arzerúnidas.